# 1. općinska nogometna liga Koprivnica 1989./90.
"1. općinska nogometna liga Koprivnica" za sezonu 1989./90. je bila liga sedmog stupnja nogometnog prvenstva Jugoslavije. 
 
Sudjelovalo je 14 klubova, a prvak je bila "Omladinac-Sloga" iz Herešina.  

## Ljestvica
| mj. | klub                        | ut. | pob. | ner.   | por. | gol+ | gol- | bod     |
| --- | --------------------------- | --- | ---- | ------ | ---- | ---- | ---- | ------- |
| 1.  | Omladinac-Sloga Herešin     | 26  | 16   | 7 (7)  | 3    | 57   | 22   | 39      |
| 2.  | Drava Novigrad Podravski    | 26  | 15   | 4 (1)  | 7    | 76   | 41   | 31      |
| 3.  | Mladost Sigetec             | 26  | 15   | 5 (3)  | 6    | 50   | 33   | 31 (-2) |
| 4.  | Mladost Koprivnički Bregi   | 26  | 13   | 3 (1)  | 10   | 67   | 56   | 27      |
| 5.  | Borac Imbriovec             | 26  | 12   | 4 (1)  | 10   | 55   | 52   | 25      |
| 6.  | Borac Drnje                 | 26  | 9    | 10 (5) | 7    | 64   | 33   | 23      |
| 7.  | Jedinstvo Pustakovec        | 26  | 8    | 8 (7)  | 10   | 32   | 29   | 23      |
| 8.  | Mučna Reka (Reka)           | 26  | 11   | 4 (1)  | 11   | 42   | 50   | 23      |
| 9.  | Bratstvo Kunovec            | 26  | 11   | 2 (0)  | 13   | 46   | 51   | 22      |
| 10. | Jadran Kuzminec             | 26  | 8    | 10 (5) | 8    | 40   | 33   | 21      |
| 11. | Sabarija Subotica Podravska | 26  | 7    | 4 (2)  | 15   | 31   | 64   | 16      |
| 12. | Galeb Koledinec             | 26  | 7    | 5 (1)  | 14   | 48   | 61   | 15      |
| 13. | Miklinovec Koprivnica       | 26  | 7    | 2 (1)  | 17   | 35   | 84   | 15      |
| 14. | Rudar Botinovec             | 26  | 5    | 5 (3)  | 16   | 30   | 64   | 13      |

## Rezultatska križaljka
| kratica | klub                        | BORD | BORI | BRA | DRA | GAL | JAD | LED | MIK | MLAKB | MLAS | MUR | OMLS | RUD | SAB |
| --- | --------------------------- | ---- | ---- | --- | --- | --- | --- | --- | --- | ----- | ---- | --- | ---- | --- | --- |
| BORD | Borac Drnje                 |      |      |     |     |     |     |     |     |       |      |     |      |     |     |
| BORI | Borac Imbriovec             |      |      |     |     |     |     |     |     |       |      |     |      |     |     |
| BRA | Bratstvo Kunovec            |      |      |     |     |     |     |     |     |       |      |     |      |     |     |
| DRA | Drava Novigrad Podravski    |      |      |     |     |     |     |     |     |       |      |     |      |     |     |
| GAL | Galeb Koledinec             |      |      |     |     |     |     |     |     |       |      |     |      |     |     |
| JAD | Jadran Kuzminec             |      |      |     |     |     |     |     |     |       |      |     |      |     |     |
| JED | Jedinstvo Pustakovec        |      |      |     |     |     |     |     |     |       |      |     |      |     |     |
| MIK | Miklinovec Koprivnica       |      |      |     |     |     |     |     |     |       |      |     |      |     |     |
| MLAKB | Mladost Koprivnički Bregi   |      |      |     |     |     |     |     |     |       |      |     |      |     |     |
| MLAS | Mladost Sigetec             |      |      |     |     |     |     |     |     |       |      |     |      |     |     |
| MUR | Mučna Reka (Reka)           |      |      |     |     |     |     |     |     |       |      |     |      |     |     |
| OMLS | Omladinac-Sloga Herešin     |      |      |     |     |     |     |     |     |       |      |     |      |     |     |
| RUD | Rudar Botinovec             |      |      |     |     |     |     |     |     |       |      |     |      |     |     |
| SAB | Sabarija Subotica Podravska |      |      |     |     |     |     |     |     |       |      |     |      |     |     |
| |                             |      |      |     |     |     |     |     |     |       |      |     |      |     |     |
| podebljan rezultat - utakmice od 1. do 13. kola (1. utakmica između klubova) rezultat normalne debljine - utakmice od 14. do 26. kola (2. utakmica između klubova) rezultat nakošen - nije vidljiv redoslijed odigravanja međusobnih utakmica iz dostupnih izvora rezultat smanjen * - iz dostupnih izvora nije uočljiv domaćin susreta prekrižen rezultat - poništena ili brisana utakmica p - utakmica prekinuta 3:0 p.f. / 0:3 p.f. - rezultat 3:0 bez borbe (_:_ 11 m) - rezultat u raspucavanju jedanaesteraca u slučaju neriješenog rezultata |                             |      |      |     |     |     |     |     |     |       |      |     |      |     |     |

 Izvori:

## Unutarnje poveznice
- Međuopćinska liga Đurđevac – Koprivnica – Križevci – Virovitica 1989./90.
- 2. općinska liga Koprivnica 1989./90.